# Derris rufescens
Derris rufescens är en ärtväxtart som först beskrevs av George Bentham, och fick sitt nu gällande namn av Adolpho Ducke. Derris rufescens ingår i släktet Derris och familjen ärtväxter. Inga underarter finns listade i Catalogue of Life.